# Рольф Нолльманн
Рольф Нолльманн (нім. Rolf Nollmann; 29 грудня 1914, Волльмерінген — 21 січня 1945, Ла-Манш) — німецький офіцер-підводник, капітан-лейтенант крігсмаріне.

## Біографія
З лютого 1941 року — ад'ютант в 1-й флотилії торпедних катерів. З квітня 1941 року служив на лінкорі «Гнайзенау». З липня 1941 року — офіцер зв'язку ВМС в Остенде, з грудня 1942 року — в Берліні. В березні-червні 1943 року навчався в штурманському училищі.  В червні-вересні пройшов курс підводника, в жовтні-листопаді — курс командира підводного човна. З 23 грудня 1943 року — командир підводного човна U-1199, на якому здійснив 2 походи (разом 74 дні в морі). 21 січня 1945 року невиправно пошкодив американський торговий пароплав George Hawley водотоннажністю 7176 тонн, який перевозив баласт і 77 мішків пошти для флоту; 2 з 68 членів екіпажу загинули. Того ж дня U-1199 був потоплений в Англійському каналі (45°57′ пн. ш. 05°42′ зх. д.) глибинними бомбами британського есмінця «Ікарус» та корвета «Мінонет». 1 член екіпажу був врятований, 48 (включаючи Нолльманна) загинули.